# Ludwig Bieberbach
Ludwig Georg Elias Moses Bieberbach (Goddelau, 4 de diciembre de 1886 – Oberaudorf, 1 de septiembre de 1982) fue un matemático alemán. 
Resolvió parte del decimoctavo problema de Hilbert y formuló una célebre conjetura, de la que demostró un caso particular. Esta conjetura fue demostrada en su totalidad en 1985 por Louis de Branges. Desarrolló el análisis complejo y sus aplicaciones en otros campos de las matemáticas.
Estuvo vinculado activamente al nazismo, cuyas tesis defendía, y fundó la revista Deutsche Mathematik.

## Biografía
Nació en Goddelau, cerca de Darmstadt, hijo del médico Eberhard Bieberbach, director del sanatorio mental de Heppenheim. Su familia estaba bien situada y desde pequeño estudió con tutores particulares. En 1905 ingresó en el Gymnasium Humanístico de la cercana localidad de Bensheim, donde comenzó a interesarse por las matemáticas.
Durante el curso 1905-1906 estuvo realizando el servicio militar en Heidelberg, donde aprovechó para asistir a las clases de Leo Königsberger en la universidad de dicha ciudad. se matriculó en la Universidad de Gotinga seducido por las teorías de Hermann Minkowski. Allí recibió una fuerte influencia de Felix Klein, bajo cuya supervisión defendió su tesis doctoral en 1910 sobre la teoría de las funciones automórficas. Aquel mismo año logró proponer un esquema de demostración de la primera parte del 18.º problema de Hilbert, generalizando los resultados obtenidos por Schönflies.
También en aquel año comenzó a trabajar como profesor asociado en la Universidad de Königsberg a petición del propio Schönflies. Aquí presentó la demostración definitiva que sirvió de base para su tesis de habilitación para la docencia, leída en Königsberg en 1911. Haber resuelto uno de los problemas de Hilbert le dio una merecida fama.
De 1913 a 1915 fue profesor titular en la Universidad de Basilea y de 1915 a 1921 en la Universidad de Fráncfort. En 1921 se trasladó a la Universidad de Berlín, que ya no abandonaría hasta 1945 por motivos políticos.
Trabajó fundamentalmente en el campo del análisis complejo y en sus aplicaciones en otras áreas de las matemáticas. Son conocidos sus trabajos en dinámica de más de una variable compleja, en la que obtuvo resultados similares a los de Pierre Fatou. En 1916 formuló la conjetura de Bieberbach, que establece que el n-ésimo coeficiente de una función holomorfa univalente no puede ser mayor que n. Esta conjetura fue demostrada en 1984 por el matemático franco-estadounidense Louis de Branges, motivo por el que se la conoce como teorema de De Branges. También existe un teorema de Bieberbach sobre los grupos espaciales. En 1928 Bieberbach escribió un libro conjuntamente con Issai Schur titulado Über die Minkowskische Reduktiontheorie der positiven quadratischen Formen («Sobre la teoría de la reducción de Minkowski de las formas cuadráticas positivas»).
En 1945, al finalizar la Segunda Guerra Mundial, Bieberbach fue despojado de todos sus cargos por su nazismo militante y nunca volvió a la docencia, a excepción de una conferencia que dio en 1949 en la Universidad de Basilea por invitación de Alexander Ostrowski. Se retiró a vivir a la casa de uno de sus hijos y murió en 1982.

## Política
Las ideas políticas de Bieberbach eran marcadamente nacionalistas, como quedó demostrado cuando en 1928 apoyó el boicot de los matemáticos alemanes al Congreso Internacional de Bolonia, postura que contó con el respaldo del matemático neerlandés Luitzen Brouwer, un hombre de firmes convicciones progermánicas. Esta opinión fue rechazada de forma contundente por David Hilbert, quien finalmente ostentó la presidencia de la representación alemana en el congreso. Esta situación reflejaba el debate entre nacionalismo e internacionalismo, entre intuicionismo y formalismo, y la larga rivalidad entre la Universidad de Berlín y la de Gotinga.
Cuando Hitler llegó al poder en Alemania en 1933, Bieberbach ya era un nazi convencido que ingresó en las SA y en el Partido Nazi (NSDAP), quizá también motivado también por su vanidad y el deseo de convertirse en el Führer de las matemáticas alemanas. A partir de ese momento las preocupaciones de Bieberbach se centrarían en dos frentes: el primero, la justificación intelectual de la existencia de una forma germánica (o aria) de hacer matemáticas, esencialmente contrapuesta a la forma judía, y el segundo, la persecución efectiva de todos los matemáticos judíos que ocupaban puestos docentes, editoriales y de investigación en Alemania, que eran numerosos.
En la primera vertiente, fundó la revista Deutsche Mathematik, con las mismas ideas que el Premio Nobel Philipp Lenard había defendido en la revista Deutsche Physik y con el apoyo de otro matemático nazi como Theodor Vahlen, que era Secretario del Ministerio de Educación del Reich. En el primer número de la revista aparece un artículo suyo en el que defiende esta pretendida forma germánica de hacer matemáticas, que será respondido por Harald Bohr (matemático danés, hermano de Niels Bohr) y, de forma más irónica, por Godfrey Harold Hardy.
En la segunda vertiente, justificó el boicot a las clases de Edmund Landau promovido por los estudiantes nazis de Gotinga, y también exigió a los editores de las revistas matemáticas que expulsaran de sus consejos editoriales a los matemáticos judíos, como sería el caso de Otto Blumenthal, editor jefe de Mathematische Annalen, que acabó muriendo en un campo de concentración.
Por todos estos motivos, las autoridades de ocupación aliadas le destituyeron de todos sus cargos académicos al finalizar la guerra.